# Brackendale (British Columbia)
Brackendale ist eine kleine unselbständige Gemeinde (community) im Süden der kanadischen Provinz British Columbia. Sie liegt im Bereich des Sea-to-Sky Corridor am British Columbia Highway 99.

## Geografie
Brackendale liegt unmittelbar nördlich des Stadtzentrums der Kleinstadt Squamish, aber immer noch innerhalb ihres Verwaltungsbezirks. In der Nähe fließt der Cheakamus River in den Squamish River. Die Siedlung wird vor allem durch die Government Road und die Depot Road strukturiert. Die Canadian National Railway (früher BC Rail) durchquert die Gemeinde in Nord-Süd-Richtung. Zu Brackendale gehört das bemerkenswerte „Eagle-Run-Gebiet“, das Überwinterungsgebiet von tausenden Weißkopfseeadlern.
| Elaho River    | Whistler | Garibaldi Provincial Park |
| Tantalus Range |          | Garibaldi Ranges          |
| Howe Sound     | Squamish | North Shore Mountains     |

## Klima
Das Klima von Brackendale zeichnet sich durch trockene Sommer und milde, feuchte Winter aus. Das Meeresküsten-Klima wird durch den nahe gelegenen Howe Sound vermittelt, aber Fallwinde aus dem Inland, die das Whistler Valley herabwehen und viele eisbedeckte Gipfel in den Pacific Ranges sind so heftig, dass diese Winde gelegentlich als Squamish-Winde bezeichnet werden.

## Geschichte
Brackendale wurde nach Thomas Hirst Bracken, dem ersten Postamtsvorsteher von Brackendale, benannt, welcher auch einen Gemischtwarenladen und das Bracken Arms Hotel betrieb. Als das Hotel niederbrannte, kehrte er nach England zurück und starb dort.
In Brackendale gibt es zwei Schulen innerhalb des School District 48 Sea to Sky. Es sind dies die Brackendale Elementary School und die Don Ross Middle School. Außerdem ist Brackendale der Standort des Squamish Airport (IATA-Code CYSE), auf dessen Start-/Landebahn leichte Flugzeuge und Hubschrauber starten bzw. landen können.

## Kultur
Die Brackendale Art Gallery, im Besitz der Künstler Thor und Dorte Froslev, ist eine wichtige kulturelle Institution in der Region, die lokale Künstler präsentiert und Ausstellungen veranstaltet. Das Ehepaar bietet das alte Gebäude seit 2015 zum Kauf an, doch bisher fand sich dafür kein Interessent. Es gibt Stimmen, dass das Gebäude durch den Bezirk erworben und betrieben werden sollte.